# Belphégor (série télévisée, 2026)
Pour les articles homonymes, voir Belphégor.
Production
Diffusion
Belphégor est une série télévisée française réalisée par Jérémy Mainguy d'après un scénario de Nils Antoine Sambuc, Thomas Mansuy et Mathieu Leblanc.
Ce thriller psychologique, adapté du roman du même nom d'Arthur Bernède, est une coproduction de Pathé, de M6 et de Max,,,,.

## Distribution
- Shirine Boutella : Hafsa Moreau, restauratrice d'art au Louvre
- Vincent Elbaz : Joseph Bellegarde
- Aure Atika : Élise Wagner
- Tiphaine Daviot : Chloé Séverin
- Nicolas Briançon : Luc Trivic
- Bellamine Abdelmalek : Jonas Al-Sabawi
- Kevin Garnichat : Vadim Perzof
- Laurent Bateau : Antoine Frémont
- Kad Merad : Charles Moreau

## Production

### Genèse et développement
La série, adapté du roman d'Arthur Bernède, est créée par Nils Antoine Sambuc et Thomas Mansuy,  écrite par Nils Antoine Sambuc, Thomas Mansuy et Mathieu Leblanc, et réalisée par Jérémy Mainguy,,,.
La production est assurée par Aude Albano, directrice de l’activité séries et productrice chez Pathé, qui souligne : « Première série produite par la filiale séries de Pathé, Belphégor reflète à tous égards l'ambition déployée depuis le lancement de l'activité : proposer à la plus large audience un projet captivant et fédérateur, et apte à faire rayonner notre patrimoine culturel, ici au travers de la revisite contemporaine d'un de ses récits iconiques dans le décor emblématique du Louvre. »,.

### Tournage
Le tournage de la série est planifié du 18 mars au 16 mai 2025 à Paris et en région parisienne,,.

### Fiche technique
Sauf indication contraire, les informations mentionnées dans cette section peuvent être confirmées par la base de données cinématographiques Allociné,  présente dans la section « Liens externes ».
- Titre français : Belphégor
- Genre : thriller psychologique[1],[2],[3],[5]
- Création : Nils Antoine Sambuc et Thomas Mansuy[1],[2],[4],[5]
- Réalisation : Jérémy Mainguy[1],[2],[3],[4],[5]
- Scénario : Nils Antoine Sambuc, Thomas Mansuy et Mathieu Leblanc[1],[2],[4],[5]
- Production : Aude Albano
- Sociétés de production : Pathé, M6 et Max[1],[2],[3]
- Sociétés de distribution : Pathé, M6 et Max[1],[2],[3]
- Pays de production :  France
- Langue originale : français
- Format : couleur
- Nombre de saisons : 1
- Nombre d'épisodes : 4
- Durée : 52 minutes
- Dates de première diffusion :